# 桂米團治 (4代目)
4代目 桂 米團治（よんだいめ かつら よねだんじ、1896年9月3日 - 1951年10月23日）は、落語家（上方噺家）。本名∶中濱 賢三。出囃子は『羯鼓』。

## 生涯

### 生い立ち
大阪市南区高津町（現在は中央区）に生まれる。生家は「中濱屋」という名の双子織専門の反物屋。幼時に日本橋のメソジスト教会でキリスト教徒として洗礼を受ける。1909年に大阪市天王寺第二尋常高等小学校高等科（現・大阪市立大江小学校）を卒業し、実家の手伝いを経て伯父の経営する鏡卸商（日本橋一丁目）の住込み店員となる。

### 落語家入門から休業まで
1911年11月、満15歳で3代目桂米團治に入門。2代目米之助を名乗る。翌1912年1月、堀江の賑江亭（しんえてい）で初高座。当初は浪花三友派の寄席に出演した。当時、浪花三友派は大阪落語界の最大勢力だった。入門からしばらくは昼間は伯父の鏡店で働き、夜に寄席に通ったが、米團治自身の筆によればほどなく「鏡屋なんかとっくの昔に失礼して」、「飲む・買う」を覚えたため生活に窮し、落語で稼ぐ目的で、1916年に朝鮮・満州・中国を巡業する。帰国後、9月に徴兵検査を受けて補充兵（入営しない在郷輜重輸卒）となり、2年間神戸市に在住した（その後大阪に戻る）。米團治自身は、神戸には大阪のような「恐い先輩」がいなかった上、席亭（米團治は「席主」と記載）が合宿所を用意して給金の前借りなども比較的できたため、「極道に磨きをかけてくれた」と記している。神戸で初代桂春団治に誘われて、大阪に戻ることになったという。1918年、中座（江戸落語における二つ目）に昇進。
1921年1月に師匠の3代目米團治ら浪花三友派の主立った噺家が浪花落語反対派に移るも、米之助は浪花三友派に留まっていた。だが、翌1922年9月に浪花三友派は吉本興業部に吸収される。これを受けて、1923年春に吉本を脱退し、その後はしばらく芸界を離れる。

### 落語家復帰
落語家を辞めたあとは、姉のシャツ・額縁製造所勤務、吹田町での食堂経営（1924年から）、住吉区での果物店・酒店経営（1929年から）と実業に就く。食堂経営は成功して吹田で最初にラッパつきラジオを購入するほどだったが、1928年には「神経衰弱」で日本橋の教会に通い再度受洗した。
1933年、初代桂小春團治らと共に「桃源座」を組織するも、半年ほどで再び芸界を退く。
1936年8月、5代目笑福亭松鶴の主催する「楽語荘」に参加。上方落語の雑誌『上方はなし』同人となり、「中濱靜圃」の筆名で編集・執筆に携った。5代目松鶴は1937年に吉本を脱退している。また、2代目桂米之助として「上方はなしを聴く会」で余興で高座に上がった。この時期は5代目松鶴の自宅に仮寓していた。
1938年9月に代書人として大阪市東成区役所近隣（現在の区役所敷地内）の自宅にて「中濱代書事務所」を開いた。その経験に基づき、新作落語『代書』を創作し、1939年4月15日の「上方はなしを聴く会」で初演した。「上方はなしを聴く会」は1940年11月23日の第36回が最終となったとみられており、以降は軍隊・病院・工場等の慰問公演で高座に上がった。
1940年6月27日から1947年11月15日にかけ、時折、身辺の雑記や世相、政治、思想に関する事柄を、「凡想録」と題したA5判大学ノートに書き記す。

### 4代目桂米團治の襲名
1943年10月、3代目米團治の死去に伴い、4代目桂米團治を継ぐことが決まる。戦時下という事情から襲名披露興行などはなく、後述するラジオ出演なども「米之助」名義だった。翌1944年1月23日におこなわれた3代目笑福亭枝鶴の襲名披露では口上を述べた。戦争末期の1945年にはNHK大阪放送局ラジオで1月14日・28日と5月26日に落語を演じて放送されている。
戦時中は隣組の班長になっていたが、自宅に暗幕がないので灯火管制下にも関わらず灯りがついていたり、空襲警報下でも素裸で鉄兜をかぶるだけで、退避もせずに逃げ惑う人々をスケッチし、警防団から避難するよう咎められると、「ほっときなはれ!」と無視するなど、終始醒めた態度を取り続けた。
1946年10月13日、大阪天満宮における「上方はなしを聴く会」にて正式に襲名披露をおこない、口上には5代目笑福亭松鶴、初代桂春輔が並んだ。1947年9月に「戎橋松竹」が寄席演芸場となると、出演者の一人となる。しかし、1948年3月、5代目松鶴と確執を生じた漫談家の丹波家九里丸が、京都の「富貴」が寄席となったのを機に戎橋松竹を抜けて浪花新生三友派を旗揚げすると、これに同調した（浪花新生三友派は、1949年4月に関西演芸協会が発足すると同時に消滅、上方落語界は一本化される）。1948年頃に代書人を廃業した。
1949年10月以降、「戎橋松竹」や「富貴」といった演芸場への出演を取り止めた。1952年の追悼記事には、落語と漫才は別ジャンルなので同席すべきではないという理由だったとの言及がある。3代目桂米朝は、米團治が「富貴」に出ていた頃、花月亭（丹波家）九里丸から「他のネタは止めて『代書』だけやんなはれ。あれは受ける。」と言われたことに反発し、出演する10日間すべて『つる』だけを演じて「寄席に出なくなった」と記している。同年12月に「桂米團治後援会」を立ち上げ、同月より「米團治を聴く会」を開始した（1951年9月まで）。また、この頃、家の2階に2代目桂あやめ（後の5代目桂文枝）や2代目笑福亭松之助を下宿させるなど、弟子に限らず、公私に渡り若手落語家を育てた。1951年4月には関西学院大学古典芸能研究部の顧問に就任し(上方落語研究家の渡辺均から、古典芸能研究部を主宰する嘉納吉郎を紹介された縁による）、落語会を開くとともに、速記本を刊行した。

### 晩年
弟子の3代目桂米朝によると晩年は一般販売された覚醒剤・ヒロポンの副作用に悩まされていたという。当時ヒロポンは本人の印鑑さえあれば薬局で購入できた。代書業を営んでいたことから多くの印鑑を持っていた米團治は、買うたびに異なる印を用いて、購入制限を逃れていた。
1951年10月22日、大阪赤川ホームにおける慰問奉仕に出演し、『無筆の犬』と『風呂敷丁稚』を演じた直後に脳溢血で倒れ、翌日死去した。
享年56（満55歳没）。法名は「米樂院釋賢信」。

### 後年
2000年には、大阪府立上方演芸資料館による平成12年度・第5回上方演芸の殿堂入りの対象に選定された。
「米團治」の名は2008年に孫弟子の3代目桂小米朝が5代目として襲名した。5代目米團治によると、4代目の係累は消息不明になっていたが、襲名の話が出たことを機に後妻（2008年1月死去）の娘から米朝に手紙が届き、後妻が襲名を喜んでいたこと、遺言により4代目米團治と同じ寺に納骨したことが記されていたという（その後5代目米團治は、福岡県に住む後妻の娘を訪問した）。また、襲名を機に2代目笑福亭松之助から「先代からの聞き書きノート」の写しを提供されたとも記している。
2009年5月、自宅のあった東成区今里を所管する大阪市東成区役所の敷地に東成区及び東成芸能懇話会によって記念碑が建立された。

## 芸風

結び柏は、桂米団治一門の定紋である。

十八番は自作の『代書』や、『猫の忠信』『質屋蔵』『親子茶屋』『仔猫』『足あがり』など。その芸風は、選び抜いたネタを練り直し、熟考を繰り返しつつ磨きを掛けていくという、完璧主義の、知性的な、どちらかというと玄人受けするものであった。落語をひたすら愛し抜いて真剣に突き詰めていく態度は、『上方はなし』に連載された諸論文の筆致にもよく現れており、評論家などから「頭でっかち」と非難を受けることもあった。
研究熱心で、落語会で演じるときも、資料をもとに徹底的に調べ上げて短い噺を膨らませたり、長い噺を短くまとめるなどの腕に長けていた。橘ノ圓都はそんな無理が祟って死期を早めたのではないかと発言している。また、米團治は晩年『吉野狐』を圓都のところに稽古に行ったが、その理由について、桂米朝は、複数の師匠の高座から聞き覚えている噺を一旦稽古をつけて筋を確認し再構成するためであった、とその真摯な姿勢を評価している。
現在よく口演される『つる』は、米團治が『絵根問』の一部から創作し、落語のエッセンスが全て詰まったものとして好んで高座にかけていた。ある時などは高座で『つる』しか演じず、しかも全く受けないので、友人の花月亭九里丸からやめるように再三忠告されても、依怙地になって演じ続けた。
衰亡していた上方落語の伝承にも力を入れた。
なお、現在のところ確認されている4代目米團治の録音は、最晩年となる1951年録音の『親子茶屋』（新日本放送、8月17日に口演）のみである。桂米朝によると、この口演では枕も含めて本来25分で演じる噺を15分で演じたためテンポが速すぎ、また録音盤も傷ついて雑音や針飛びが生じたため、長い間非公開としていたが、三十三回忌を機に1983年にカセットテープでリリースされた。『四世 桂米團治 寄席随筆』所収の「年譜」（作成：豊田善敬）には同年10月18日（死去の5日前）に新日本放送「お笑い横町」の公開録音（住吉大社）で『住吉駕籠』の一節を口演したとある。
「うまかった。大きい所で聞いたら伝わらないけど、狭い所で聞いたらほんまにうまい人やった。……ひとことでいうと芸の小さな人やったからね。それと声に力がなかった」（桂米朝・談）

## 弟子
門下には、3代目桂米之助、3代目桂米朝、桂米治郎、子供の2代目桂べかこらがいる。
若手に稽古をつけるときは、きちんと丁寧に細部まで教えた。松之助は「『なぜこうなるのか』、『なぜこう言うのか』てなことを細こう説明してくれはるねん」と回想している。入門当初の6代目松鶴と3代目米之助に膝を叩きながら、〆太鼓を熱心に教えたが、終わった二人が風呂屋に入ると膝が真っ赤な手の形で腫れ上がっていて、「リンチにおうたみたいや」と笑いあった。
いったん噺を教えた後、夜になって酒を飲みながら教えたネタに関する芸談を朝まで続けるなど、精力的に指導を続けた。米朝は、米團治が寝酒に焼酎の杯を舐めるように味わいながら取り組んでいる演目について考えていることを語り、同じ話を何度もすることもあったものの、当時のそうした話が自身で落語を演じる上での土台となっていると回想した。また、酔って同じ話を繰り返しているときに、米朝はわざと自分の聞きたい演目について間違った内容の質問をして、米團治を「なにを言うとんねん」と怒らせながら、そちらの話題に誘導したという。

## 人物像
弟子の3代目桂米朝は、2007年の書籍で「『米團治とはどういう人か?』とよく訊ねられる。一言でいうと変わった人である。真面目で、律儀で、そしてズボラな人であった。」と記している。
若いころから学究肌で、前座時代、楽屋で『中央公論』などの固い雑誌を愛読していたので、噺家仲間から「あいつはアカ（共産党員）やで」と陰口を言われていた。
戦時中から戦後にかけて綴った『凡想録』には、「神は偉大である」などキリスト教の影響が見られたり、「軍人といふものは誠に卑劣なもの」と軍部を批判する表現が散在している。桂米朝は米團治の生前にはこの手記の存在を知らず、「こういう内容のもの－警句集と言ってもよいと思いますが－を書いていたということが驚きでしたね」と記している。
噺家に入門後、しばらく教会に出入りし、教会関係者から「外人のお客さんが来たら『この人は罪けがれの多い芸界にありながら、きっちり通ってくるすばらしい信徒であります』言うて紹介されるほど優等生」（桂米朝談）だったが、教会の前の酒屋で飲んでくるので苦情を言われ、教会から足が遠のいた。また、洗礼が気持ち良かったので、教会にもう一度洗礼してくれと頼んだが「うちは散髪屋とちゃうで」と断られた。
私生活ではかなりいい加減なところがあった。自宅のそばに区役所があるのにもかかわらず、自身の婚姻届すらも（用紙に書きながら）出さなかった。汚れるのも構わずに高座着のまま寝床に入ったり、食事を摂った。麻雀に凝りだし、しまいには夢中のあまり火のついた煙草を羽織の袖懐に入れたまま続けて大騒ぎになったこともあった。到来物の礼状をきちんとした楷書で便箋に何枚も書き封筒におさめるほど律儀なところもあったが、よく出し忘れ、ひどいときは2か月もそのままにしておくこともあった。桂米朝が内弟子になる際、余分の布団がなかったため「わしと同衾覚悟なら来てもええ」と話したという（米朝は実家から布団を送ってもらった）。
貧しかったこともあり、税金を払えなかった。そのため、税務署への申告はせず、ましてや納税の督促や差し押さえにも一切応じなかった。その頑ななスタンスは終始崩れることなく、終いには税務署の方から「納税能力不能」と判断された。
代書業を営んでいたこともあって、毛筆で字を書くのを得意とした。特に当時の上方の寄席看板の書き文字として主流だった勘亭流を得意とし、紙に好きな芸人の名前を思うままに書き並べ、架空の宣伝ビラを作るのを趣味としていた。

### 語録
- 「芸人は、米一粒、釘一本もよう作らんくせに、酒が良いの悪いのと言うて、好きな芸をやって一生を送るもんやさかいに、むさぼってはいかん。ねうちは世間がきめてくれる。ただ一生懸命に芸をみがく以外に、世間へのお返しの途はない。また、芸人になった以上、末路哀れは覚悟の前やで」（晩年に弟子の桂米朝へ語った[32]）

## 関連書籍
- 桂米朝 編『四世 桂米團治 寄席随筆』岩波書店、2007年。ISBN 978-4-00-025458-8。

## 演じた人物
- 5代目桂米團治 - 桂米朝　なにわ落語青春噺（NHK総合、近畿広域圏限定、2025年6月21日放映）[33]
  - 5代目は前記のとおり、4代目の孫弟子（3代目桂米朝の弟子かつ子息）。